# 秦鹏章
秦鹏章（1919年—2002年），男，原籍江苏无锡，生于上海，中国音乐指挥、作曲家、单簧管演奏员，曾任中国音乐家协会理事。